# Caldes (Itàlia)
Caldes és un municipi italià, dins de la província de Trento. L'any 2007 tenia 1.083 habitants. Limita amb els municipis de Bresimo, Cavizzana, Cis, Cles, Malè i Terzolas.

## Administració
| Període | Identitat       | Partit        |
| ------- | --------------- | ------------- |
| 2005-   | Michele Mocatti | Llista cívica |